# 5720 Halweaver
Az 5720 Halweaver (ideiglenes jelöléssel 1984 FN) egy marsközeli kisbolygó. Carolyn Shoemaker,  Eugene Merle Shoemaker fedezte fel 1984. március 29-én.